# Rocketdyne
Rocketdyne Corporation var ett amerikanskt tillverkningsföretag som verkade inom försvars- och rymdfartsindustrin. De utvecklade och tillverkade raketmotorer som drevs av flytande bränsle åt både rymdfarkoster och robotvapen. Företaget försåg bland annat raketserierna Atlas, Delta, Redstone och Thor med raketmotorer.
2005 hade Rocketdyne omkring 3 000 anställda och var bland annat verksamma i delstaterna Alabama, Florida, Kalifornien och Mississippi.
Företaget grundades 1955 som ett dotterbolag till North American Aviation Inc. 1967 blev North American Aviation tillsammans med dotterbolagen Rocketdyne och Atomics International fusionerade med Rockwell-Standard Corporation och blev North American Rockwell, sex år senare blev de Rockwell International Corporation efter en fusion. På 1990-talet drabbades den inhemska försvarsindustrin av låg efterfrågan på krigsmateriel samt att National Aeronautics and Space Administration (NASA) tvingades till budgetnedskärningar, det slutade med att Rockwell 1996 sålde av dotterbolaget inom försvars- och rymdfartsindustrin, där även North American Aviation och Rocketdyne ingick, till The Boeing Company för $3,2 miljarder. I februari 2005 meddelades det att Boeing och United Technologies Corporation var överens om en affär rörande Rocketdyne, som då hette Rocketdyne Propulsion & Power, för $700 miljoner, affären slutfördes den 2 augusti samma år och fick namnet Pratt & Whitney Rocketdyne.

## Produkter
Ett urval av de raketmotorer som utvecklades och tillverkades:
- Rocketdyne 16NS-1,000
- Rocketdyne Kiwi Nuclear rocket engine
- Rocketdyne M-34
- Rocketdyne MA-2
- Rocketdyne MA-3
- Rocketdyne MB-3
- Rocketdyne Megaboom modular sled rocket
- Rocketdyne P
- Rocketdyne LR64
- Rocketdyne LR70
- Rocketdyne LR89
- Rocketdyne LR79
- Rocketdyne LR101
- Rocketdyne LR105
- Rocketdyne Aeolus
- Rocketdyne XRS-2200
- Rocketdyne RS-2200
- Rocketdyne S-3D
- Rocketdyne E-1
- Rocketdyne F-1
- H-1
- J-2
- Space Shuttle main engine
- RS-27
- RS-27A
- RS-56
- RS-68
- RS-83
- RS-88
- Aerospike

### Galleri

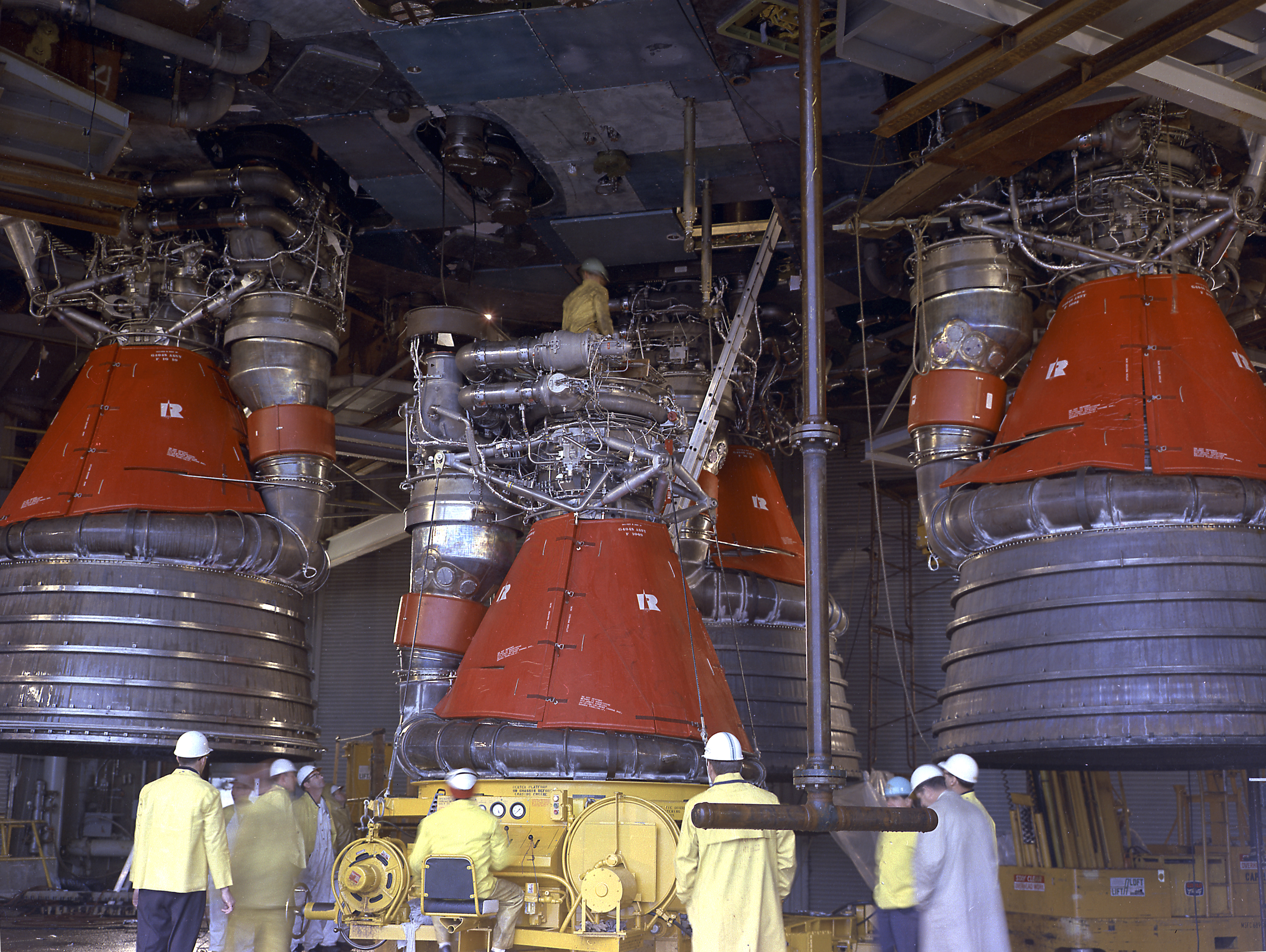
Rocketdyne F-1.
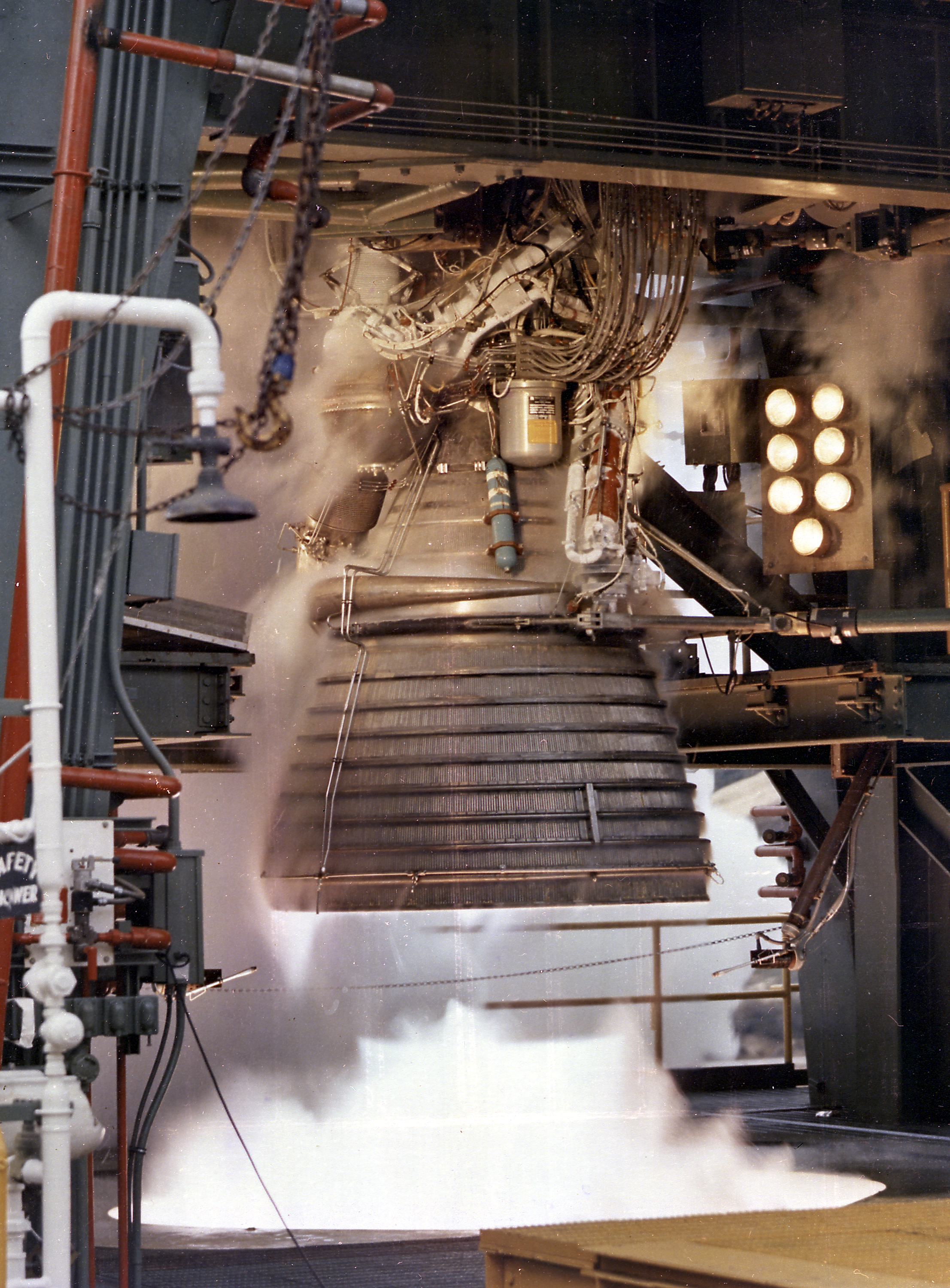
J-2.
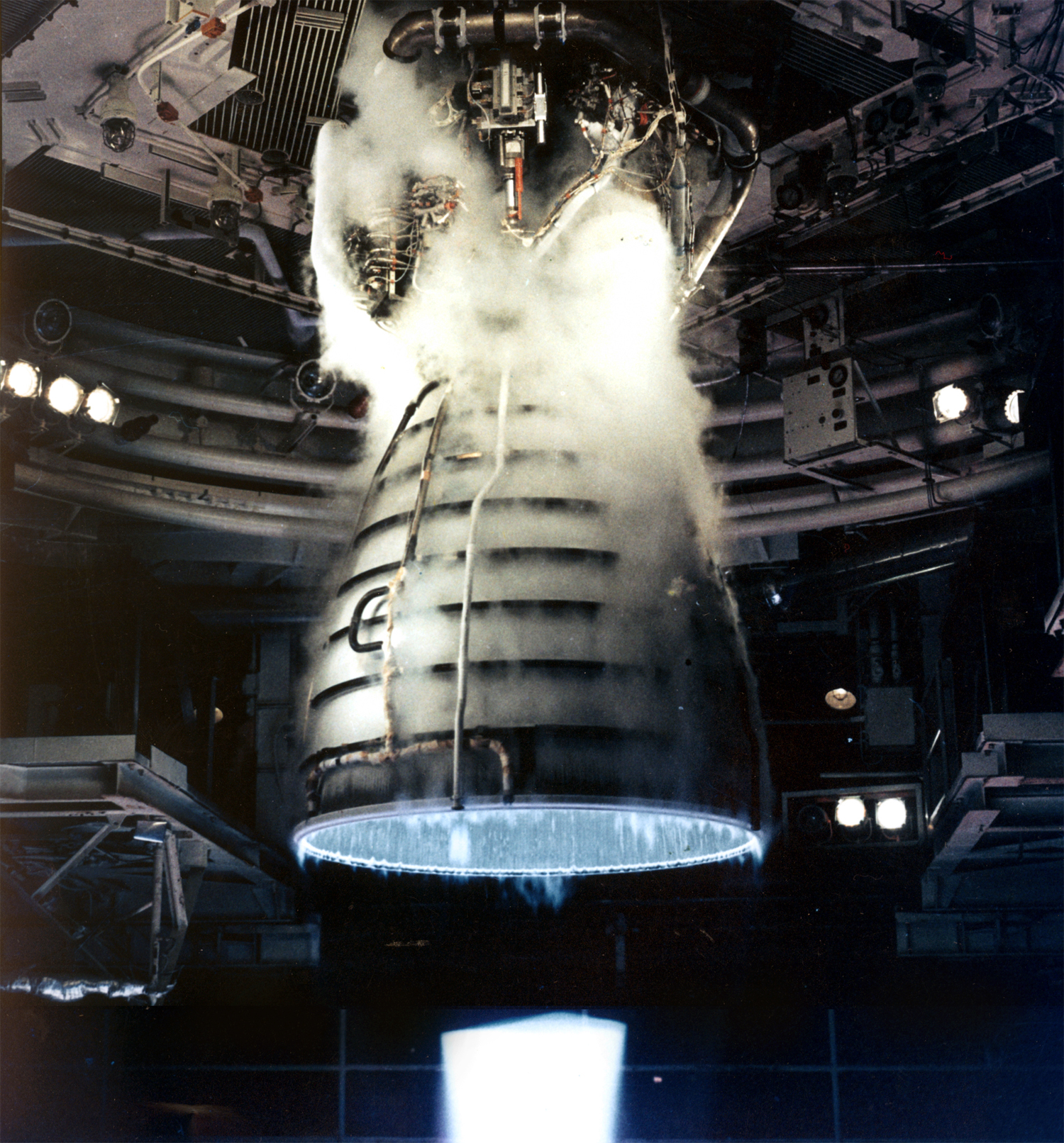
Space Shuttle main engine.
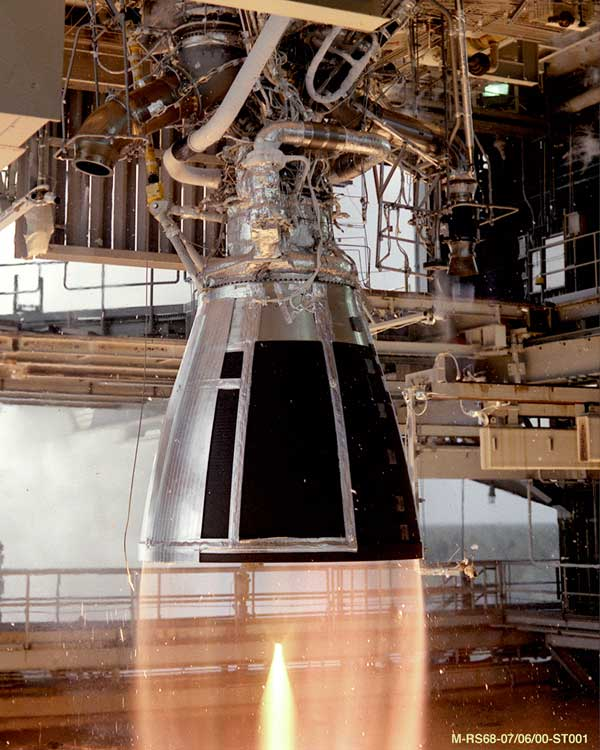
RS-68.
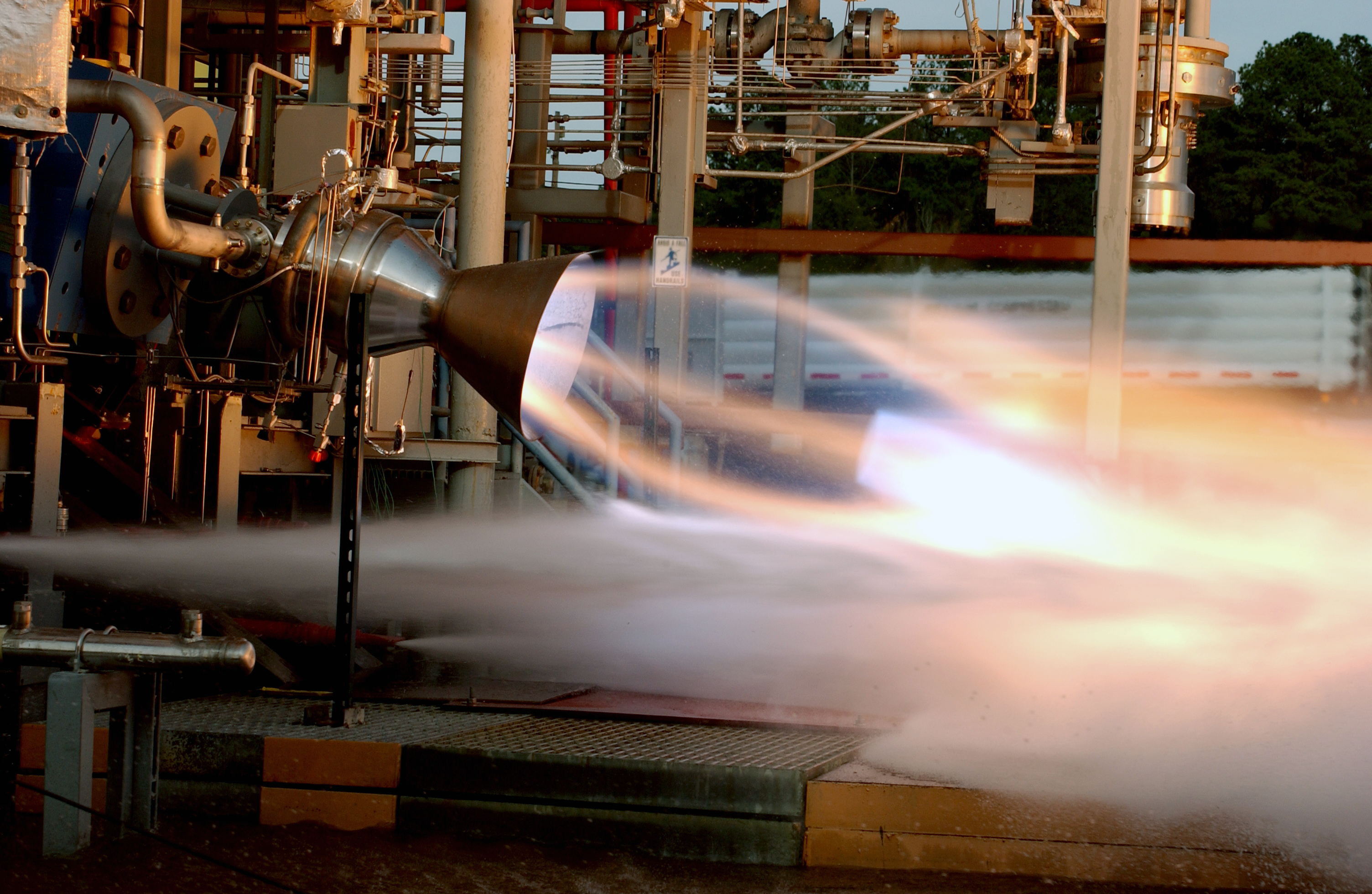
RS-88.
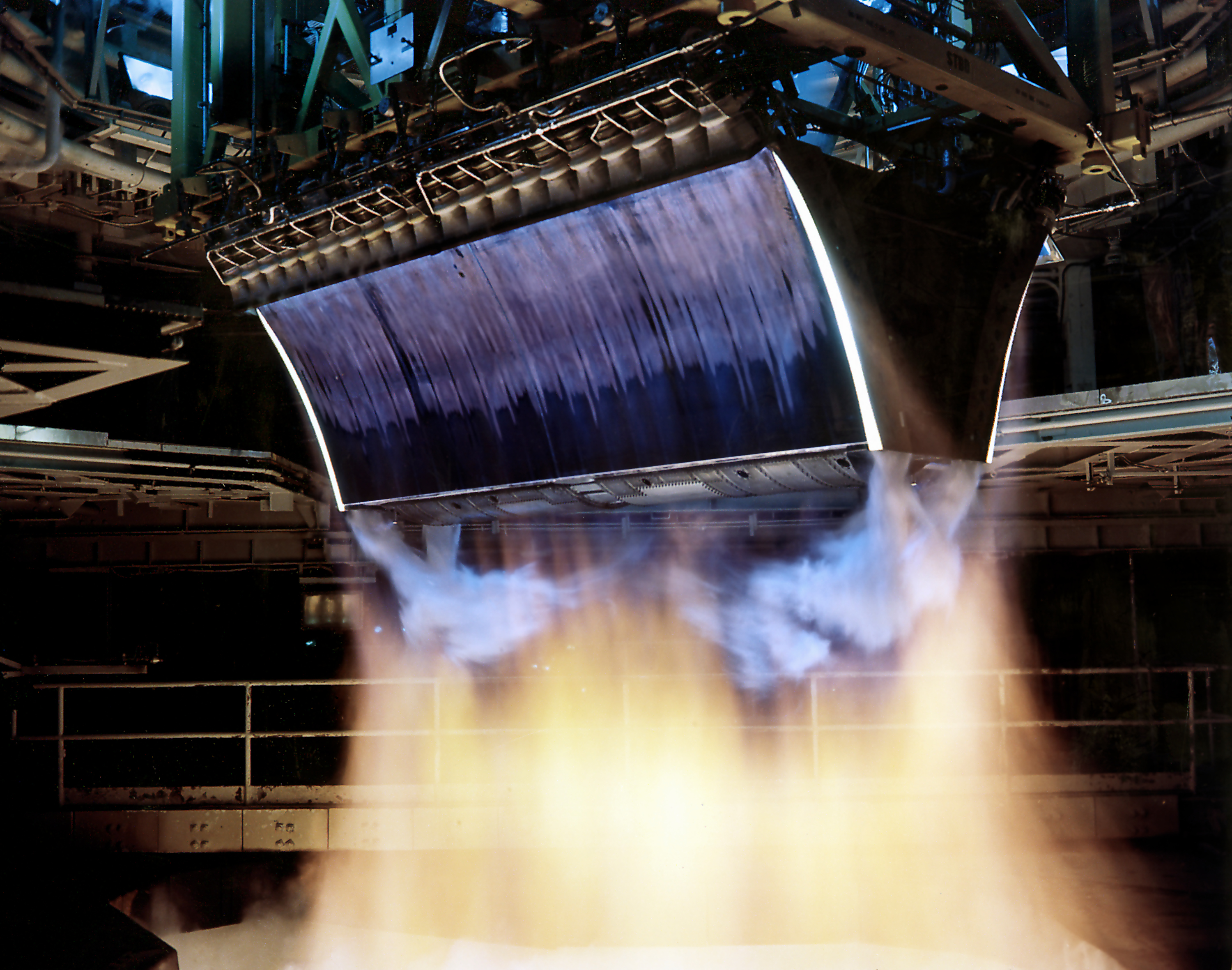
Aerospike.